# Une Ferrari pour deux
Pour plus de détails, voir Fiche technique et Distribution.
Une Ferrari pour deux est un téléfilm français réalisé par Charlotte Brandström, diffusé le 24 juin 2002 sur TF1.

## Synopsis
Le DRH André Herbault, membre d'un grand groupe industriel, est chargé de conduire la Ferrari jusqu'à Monaco. Sur le chemin, il prend en stop Vincent Saulnier. Sans travail depuis trois ans, Vincent a réussi à cacher sa situation à sa famille. Pour l'heure, il doit chercher sa fille, Olivia. C'est alors qu'il demande à André de lui laisser le volant de la Ferrari, ainsi pourra peut-être faire croire à sa fille que tout va bien pour lui.

## Fiche technique
- Réalisateur : Charlotte Brandström
- Scénario : Pierre Colin Thibert et Jean-Claude Islert
- Photographie : Nicolas Herdt
- Décors : Yan Arlaud
- Costumes : Françoise Guégan
- Musique : Frédéric Porte
- Date de diffusion :  24 juin 2002 sur TF1
- Durée : 95 minutes

## Distribution
- Pierre Arditi : Vincent Saulnier
- Bernard Le Coq : André Herbault
- Salomé Lelouch : Olivia
- Elizabeth Bourgine : Edith
- Karine Belly : Marie
- Diane Pierens : Le commissaire
- Julien Cafaro : Berton
- Christian Pereira et Jean Dell : Les motards
- Jean-Guillaume Le Dantec et Gilles Segurel : Les gendarmes
- Eric Fardeau : Le policier de la croisette
- Jérôme Foucher : Le policier du commissariat
- Rebecca Stella : Aurélie
- Jean-Michel Martial : Patrick
- Marc Rioufol : le Président
- Bernard Destouches : Le dépanneur

## Note
- Il existe un film italien au même titre (it)